# Leuggern
Leuggern (schweizerdeutsch: Lüggere [ˈlykərə]) ist eine Einwohnergemeinde im Schweizer Kanton Aargau. Sie gehört zum Bezirk Zurzach, ihr Gemeindegebiet liegt an der Mündung der Aare in den Rhein und an der Landesgrenze zu Deutschland.

## Geographie
Die Gemeinde liegt westlich der Aare und umfasst mehrere Dörfer und Weiler. Der kleinere nördliche Teil des rund sechs Kilometer langen und bis zu drei Kilometer breiten Gemeindegebiets liegt in der fruchtbaren Flussebene der Aare. Am südwestlichen Rand dieser Ebene, ungefähr in der Mitte des Gemeindeareals, befindet sich auf einer Anhöhe der Hauptort Leuggern (332 m ü. M.). Rund einen Kilometer nördlich davon, von Leuggern getrennt durch den bewaldeten Herdlenhügel, liegt am westlichen Ufer des Klingnauer Stausees die Ortschaft Gippingen (320 m ü. M.). Nochmals zwei Kilometer weiter nördlich liegt an der Aaremündung die ehemalige Arbeitersiedlung Felsenau (318 m ü. M.). Zwischen Gippingen und Felsenau liegt das Naturschutzgebiet Gippinger Grien mit teilweise verlandeten Altläufen der Aare und einem weiten Auenwald. Die Zone gehört zur Aarelandschaft bei Klingnau, einem Schutzobjekt des Bundesinventars der Landschaften und Naturdenkmäler von nationaler Bedeutung.
Der westliche und südliche Teil der Gemeinde wird durch die Ausläufer des Tafeljuras geprägt. Der mehrheitlich von Wald bedeckte Hügelkranz zieht sich von der Hochwacht im Norden bis zum Schnäggeberg im Süden. Der höchste Punkt im Gemeindegebiet liegt auf 547 Metern südwestlich von Hagenfirst, der tiefste auf 312 Metern bei Felsenau am Ufer des Rheins. Südlich von Leuggern liegen auf einer Hochebene die Weiler Fehrental (396 m ü. M.) und Schlatt (436 m ü. M.), im Südwesten im Tal des Guntebachs die Weiler Hettenschwil (369 m ü. M.), Etzwil (415 m ü. M.) und Hagenfirst (478 m ü. M.). Die Fläche der Gemeinde beträgt 1376 Hektaren, davon sind 514 Hektaren bewaldet und 131 Hektaren überbaut. Nachbargemeinden sind Full-Reuenthal im Nordnordwesten, Waldshut-Tiengen im Norden, Koblenz im Nordosten, Klingnau im Osten, Böttstein im Südosten, Mandach im Süden, Mettauertal im Westen und Leibstadt im Nordwesten.

## Geschichte
Früheste Siedlungsspuren stammen aus der Jungsteinzeit. Während der Bronzezeit existierten bei Leuggern und Gippingen zwei Dörfer. Um 500 v. Chr. nahmen die Helvetier, ein Keltenstamm, das Gebiet in Besitz. Ab etwa 15 v. Chr. festigten die Römer ihre Herrschaft und errichteten mehrere Gutshöfe, um das bei Windisch gelegene Legionslager Vindonissa mit Lebensmitteln zu versorgen. Zwischen 259 und 277 hielten die Alamannen das Gebiet um Leuggern besetzt, bevor sie von den Römern zurückgedrängt wurden. Der Rhein bildete zeitweise die Nordgrenze des Römischen Reichs, bei Felsenau stand ein Wachtturm. Zu Beginn des 5. Jahrhunderts zogen sich die Römer endgültig über die Alpen zurück. Die Alamannen besiedelten in den folgenden Jahrhunderten die Region und verdrängten oder assimilierten die ältere, romanisierte Bevölkerung.

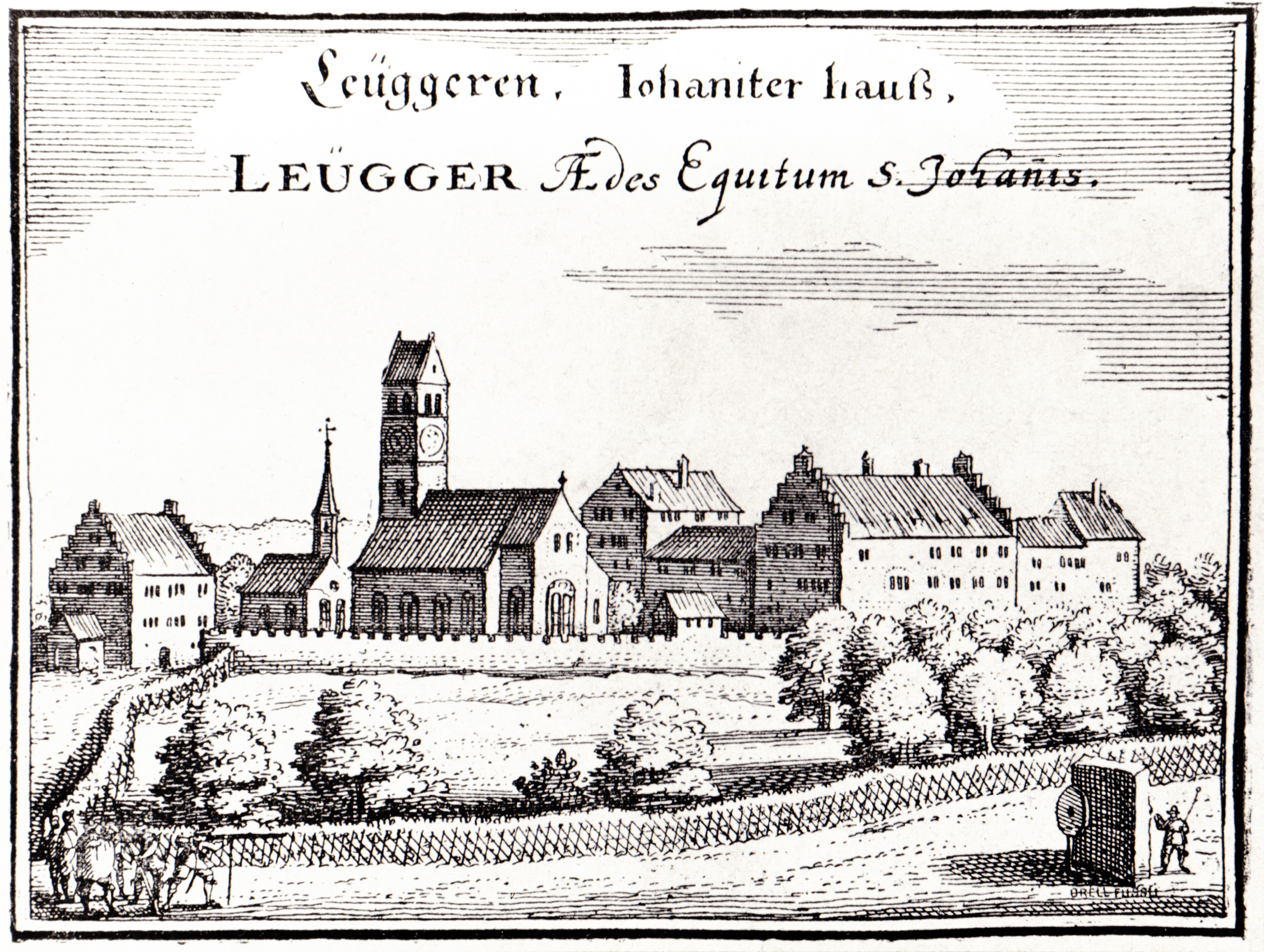
Die Johanniterkommende nach Matthäus Merian 1654

Die Ortschaft Gippingen entstand wahrscheinlich im 7. Jahrhundert, Leuggern im 8. Jahrhundert. Im Mittelalter entwickelte sich Leuggern zum Zentrum eines kleinen Herrschaftsgebiets. Die erste urkundliche Erwähnung der Kirche von Lutgern erfolgte 1231, als die Freien von Bernau ihren Grundbesitz dem Johanniterorden vermachten. Der Ortsname stammt vom althochdeutschen Liutgeresrein und bedeutet «leichter Abhang des Liutger». Die Johanniter teilten ihren neu erworbenen Besitz zunächst der Kommende Bubikon im Zürcher Oberland zu. 1250 erfolgte die Gründung der Kommende Leuggern. Sie entwickelte sich zum religiösen und politischen Zentrum des Kirchspiels Leuggern, das die heutigen Gemeinden Leuggern, Böttstein, Full-Reuenthal und Leibstadt umfasste. Im Jahr 1284 schenkten Graf Ludwig von Frohburg-Homberg und dessen Gemahlin, Gräfin Elisabeth von Rapperswil, der Kommende das Dorf Dogern.
1415 eroberten die Eidgenossen den Aargau und lösten die Habsburger als Landesherren ab. Das Kirchspiel war nun ein Teil der Grafschaft Baden, einer Gemeinen Herrschaft. Es grenzte im Westen an Vorderösterreich, das bei den Habsburgern verblieben war, ab 1460 im Süden auch an den Berner Aargau. Während des Schwabenkrieges von 1499 erlitten die Dörfer des Kirchspiels schwere Verwüstungen und Plünderungen. Von 1529 bis 1531 hielten Truppen der reformierten Stadt Bern das Kirchspiel besetzt, die Bevölkerung blieb jedoch katholisch.

Historisches Luftbild von Werner Friedli vom 5. September 1949

Im März 1798 nahmen die Franzosen die Schweiz ein, und das Kirchspiel gelangte zum kurzlebigen Kanton Baden der Helvetischen Republik. Es entstanden die Munizipalitäten Böttstein und Leuggern. Während des Zweiten Koalitionskrieges im Jahr 1799 verlief die Frontlinie zwischen Franzosen und Österreichern mitten durch das Aaretal. Am Zusammenfluss von Aare und Rhein hatten die Franzosen ein Lager errichtet. Durch Requirierungen und Zwangseinquartierungen litt die Bevölkerung grosse Not.
Nachdem 1803 durch die Mediationsakte von Napoleon Bonaparte der Kanton Baden aufgelöst und im Kanton Aargau aufgegangen war, wurden die Dörfer des Kirchspiels wieder in einer einzigen Gemeinde vereinigt. Mit einer Fläche von über 30 Quadratkilometern war sie die grösste des Kantons. 1816 beschloss der Grosse Rat die Teilung der Grossgemeinde in die Gemeinden Böttstein, Leuggern und Oberleibstadt. Man war der Ansicht, eine derart grosse Gemeinde ohne eigentliches Zentrum sei wirtschaftlich nicht überlebensfähig. Die Kantonsregierung wandelte die Kommende zunächst in eine Staatsdomäne um und löste sie schliesslich 1819 auf. Nach mehreren Besitzerwechseln wurden die Gebäude der Kommende in ein Spital umfunktioniert.
Die Bevölkerung Leuggerns lebte bis ins frühe 20. Jahrhundert weitgehend von der Landwirtschaft, die Industrialisierung hielt nur langsam Einzug. Im Zuge des Eisenbahnbooms in den 1870er Jahren gab es zahlreiche nie verwirklichte Bahnprojekte. Die Aargauische Südbahn scheiterte mit ihrem Vorhaben, eine Bahnlinie von Brugg über Leuggern nach Waldshut zu bauen. Am 1. August 1892 erfolgte die Eröffnung der Bahnstrecke Koblenz–Stein-Säckingen, die durch den nördlichen Abschnitt des Gemeindegebiets führt und bei Felsenau die Aare über die Brücke Felsenau–Koblenz überquert. Die Strecke wurde am 28. Mai 1994 auf dem Abschnitt Laufenburg–Koblenz für den Personenverkehr geschlossen.
Bis Ende des 19. Jahrhunderts mäandrierte die Aare zwischen Klingnau und Gippingen stark. Um die Jahrhundertwende liess der Kanton den Flusslauf begradigen. Zwischen 1931 und 1935 entstand durch den Bau des Kraftwerks Klingnau der Klingnauer Stausee, der heute ein wichtiger Rastplatz für Zugvögel ist und unter Naturschutz steht. Das Naturparadies war ab 1950 durch Pläne für einen Flusshafen bedroht. Dieser war Teil eines Projekts für eine Schifffahrtsverbindung vom Rhein zum Genfersee (siehe Transhelvetischer Kanal). Es formierte sich heftiger Widerstand, der Ende der 1980er Jahre zum endgültigen Scheitern des aus der Sicht des Landschaftsschutzes wirtschaftlich fragwürdigen Projekts führte.

## Sehenswürdigkeiten
- Die katholische Kirche St. Peter und Paul.[11]
- Am westlichen Dorfrand liegt im Guntebachtal die Lourdesgrotte (Lage), eine exakte Nachbildung der Grotte im französischen Marien-Wallfahrtsort Lourdes. Sie wurde 1929 eingeweiht und 1934 durch den Kreuzweg ergänzt; die Eichenholzreliefs der 14 Stationen stammen vom Künstler Beat Gasser.[12]
- Oberhalb von Hettenschwil steht das Schwedenkreuz; das heutige Holzkreuz entstand 1935 am Standort eines älteren Kreuzes. Laut der örtlichen Überlieferung soll die Bezeichnung auf Ereignisse im Dreissigjährigen Krieg zurückgehen.[13]
- Bei der Strassenkreuzung auf dem Strick, einem niedrigen Bergübergang zwischen dem Rhein- und dem Aaretal, steht ein Denkmal der ehemaligen Grenzbrigade 5 zur Erinnerung an die Grenzbesetzung im Zweiten Weltkrieg.

## Wappen
Die Blasonierung des Gemeindewappens lautet: «In Rot weisses Malteserkreuz auf weissem Ring.» Das Malteserkreuz wurde 1926 in Erinnerung an den Johanniter- bzw. Malteserorden als Gemeindewappen eingeführt. Der unterlegte Ring kam 1973 hinzu, nachdem sich der Malteserorden wegen der unveränderten Übernahme des Ordenswappens beschwert hatte.

## Bevölkerung
Die Einwohnerzahlen entwickelten sich wie folgt:
| Jahr      | 1798 | 1850 | 1900 | 1930 | 1950 | 1960 | 1970 | 1980 | 1990 | 2000 | 2010 | 2020 |
| Einwohner | 698  | 1193 | 1013 | 1211 | 1374 | 1421 | 1589 | 1665 | 2001 | 2192 | 2123 | 2180 |

Am 31. Dezember 2023 lebten 2404 Menschen in Leuggern, der Ausländeranteil betrug 26,7 %. Bei der Volkszählung 2015 bezeichneten sich 53,7 % als römisch-katholisch und 16,3 % als reformiert; 30,0 % waren konfessionslos oder gehörten anderen Glaubensrichtungen an. 93,6 % gaben bei der Volkszählung 2000 Deutsch als ihre Hauptsprache an, 1,8 % Italienisch, 1,6 % Serbokroatisch und 0,8 % Französisch.

## Politik und Recht
Die Versammlung der Stimmberechtigten, die Gemeindeversammlung, übt die Legislativgewalt aus. Ausführende Behörde ist der fünfköpfige Gemeinderat. Er wird im Majorzverfahren vom Volk gewählt, seine Amtsdauer beträgt vier Jahre. Der Gemeinderat führt und repräsentiert die Gemeinde. Dazu vollzieht er die Beschlüsse der Gemeindeversammlung und die Aufgaben, die ihm vom Kanton zugeteilt wurden. Für Rechtsstreitigkeiten ist in erster Instanz das Bezirksgericht Zurzach zuständig. Leuggern gehört zum Friedensrichterkreis XVII (Zurzach).

## Wirtschaft
In Leuggern gibt es gemäss der im Jahr 2015 erhobenen Statistik der Unternehmensstruktur (STATENT) rund 1100 Arbeitsplätze, davon 11 % in der Landwirtschaft, 23 % in der Industrie und 66 % im Dienstleistungssektor. Die Industrie- und Dienstleistungsbetriebe sind hauptsächlich in Leuggern, Felsenau und Gippingen konzentriert, während die kleinen Weiler landwirtschaftlich geprägt sind. Wichtigster Arbeitgeber ist das Regionalspital Leuggern in den Gebäuden der ehemaligen Kommende. Rund drei Viertel der Erwerbstätigen sind Wegpendler und arbeiten in den umliegenden Gemeinden des unteren Aaretals oder in der Region Baden/Brugg.
Ab 1880 wurde bei Felsenau Gips im Tagebau abgebaut, 1910 entstand ein kleines Bergwerk. Den Gips verarbeitete man gleich an Ort und Stelle in einer Fabrik der Schweizerischen Gips-Union. Rund um die Fabrik entstand eine kleine Arbeitersiedlung. 1928 waren die Gipsvorkommen erschöpft. Die Fabrik stellte danach Zement her, bis sie 1990 endgültig ihre Tore schloss.

## Verkehr

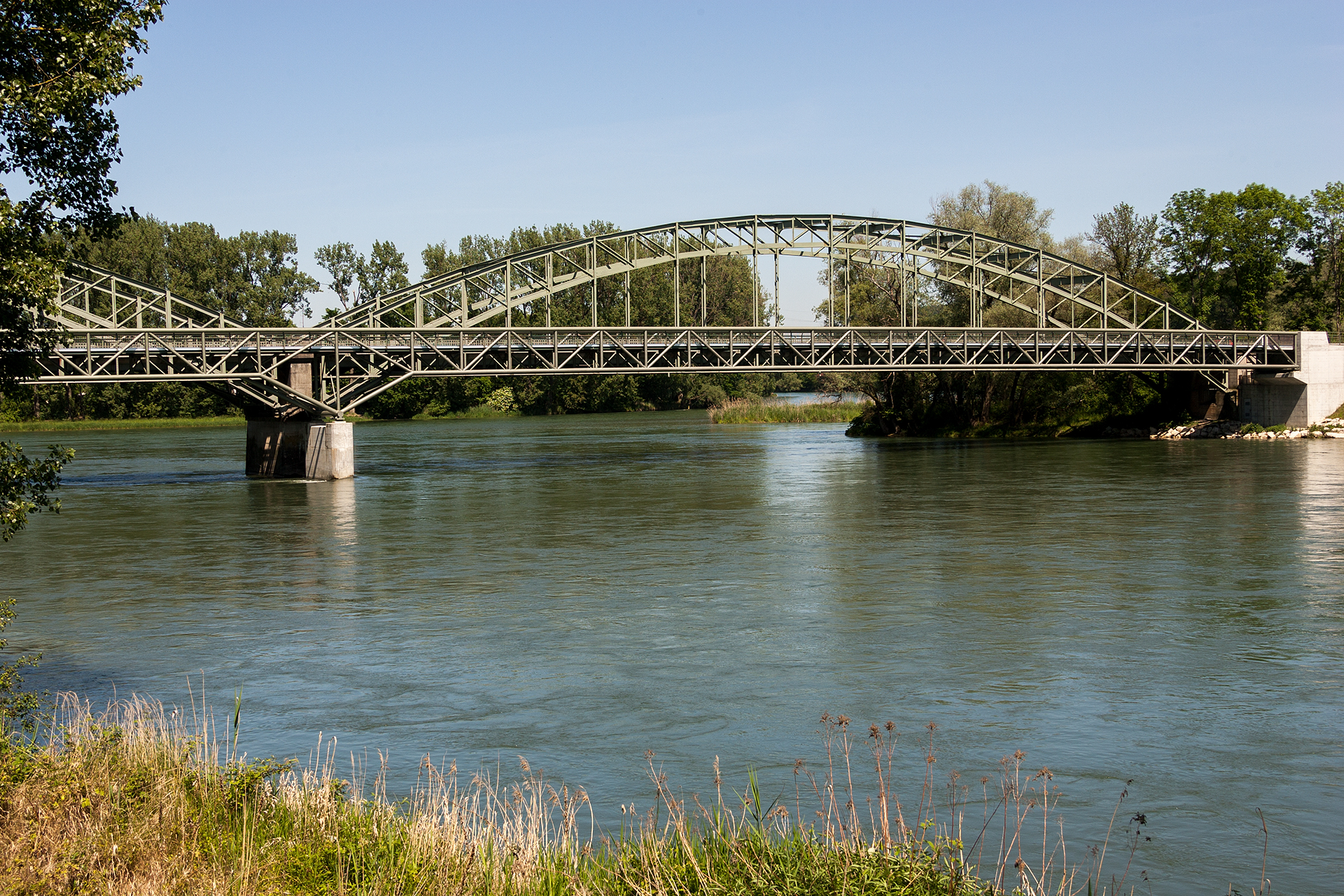
Aarebrücke der Kantonsstrasse zwischen Felsenau und Koblenz, erbaut 1936

Die Ortschaft Leuggern liegt am Schnittpunkt mehrerer Strassen, die wichtigste davon ist die Hauptstrasse 17 von Leibstadt über Döttingen in Richtung Zürich. Drei Postautolinien sorgen für einen Anschluss an das Netz des öffentlichen Verkehrs: von Döttingen zum Bahnhof Laufenburg, von Döttingen nach Mandach und vom Bahnhof Koblenz nach Leibstadt.
Die Hauptstrasse 7 von Basel nach St. Margrethen überquert bei Felsenau auf einer Brücke, etwa 800 m unterhalb der Eisenbahnbrücke, die Aare. Die nach einem Projekt des Zürcher Ingenieurs Karl Kihm von 1935 bis 1936 erbaute Aarebrücke besitzt zwei hohe Fachwerkbögen, die von C. Zschokke AG und Wartmann & Cie. geliefert wurden. Die Brücke steht unmittelbar an der Mündung der Aare in den Rhein (siehe unter Liste der Aarebrücken). 2003 fügte man der Brücke einen Steg für den Langsamverkehr an, ab 2006 erfolgte eine Bausanierung der Stahlbrücke. Über den Seitendamm des Klingnauer Stausees verläuft ein behindertengerecht ausgebauter Wanderweg. Ein regionaler Wanderweg führt durch Gippingen und über den Holzbuck in das Mettauertal und nach Etzgen am Rhein. An der Gemeindegrenze von Leuggern passiert er im Wald den Ort Siebenwege.

## Bildung
Die Gemeinde besitzt zwei Kindergärten in Gippingen und Hettenschwil, zwei Primarschulen in Gippingen und Leuggern sowie eine Bezirksschule in Leuggern. Die Realschule und die Sekundarschule können entweder in Leibstadt oder Kleindöttingen (Gemeinde Böttstein) besucht werden. Die nächstgelegenen Gymnasien sind die Kantonsschule Baden und die Kantonsschule Wettingen.

## Sportveranstaltungen
Der Ortsteil Gippingen gilt als eine der Radsport-Hochburgen der Schweiz. Der 1919 gegründete VC Gippingen organisiert seit 1926 Radrennen. Der seit 1964 durchgeführte Grosse Preis des Kantons Aargau zählt zur UCI Europe Tour und hat sich als wichtigstes Profi-Eintagesrennen der Schweiz etabliert. Gippingen war zweimal Etappenort der Tour de Suisse (1974 und 2013) sowie Austragungsort der Drei-Länder-Meisterschaft 2019. Seit 1979 führt der VC Gippingen jeweils am 31. Dezember den Gippinger Stauseelauf durch, ein Leichtathletik-Volkssportanlass mit mehr als 1'000 Teilnehmern. Seit 1982, jeweils an Auffahrt, wird der Johanniterlauf in und um Leuggern durchgeführt.

## Persönlichkeiten
- Fabio Christen (* 2002), Radsportler
- Jan Christen (* 2004), Radsportler
- Davide Faraci (* 1991), Profiboxer
- Ruedi Frank (* 1949), Radrennfahrer
- Adolf Hauser (1811–1862), Politiker
- Hansjörg Knecht (* 1960), Politiker
- Jakob Mayer-Attenhofer (1806–1885), Maler
- Andreas Müller (* 1934), Politiker
- Bruno Rohner (* 1948), Radrennfahrer
- Alois Schifferle (* 1945), Theologe und Hochschullehrer
- Vaso Vasić (* 1990), serbisch-schweizerischer Fussballspieler
- Stefanie Vögele (* 1990), Tennisspielerin
- Raphael Wicky (* 1977), Fussballspieler
- Eduard Zehnder (1940–2024), Mathematiker